# Fernand Kerforne
Fernand Kerforne, né le 11 octobre 1864 à Quimperlé (Finistère) et mort le 21 novembre 1927 à Rennes, est un géologue français. D'abord étudiant en mathématiques, il se tourne vers la géologie à partir de 1887 et obtient un doctorat de l'université de Paris en 1901, devenant professeur à l'université de Rennes où il travaillait déjà dans des fonctions subalternes depuis 1892.

## Biographie

### Origines familiales et formation secondaire
Il effectue ses études secondaires au collège de Pont-Croix près d'Audierne. 

### Études supérieures de mathématiques (1882-1887)
De 1882 à 1884, il est élève au lycée Louis-le-Grand de Paris, en classe de Mathématiques spéciales, en vue d'entrer à l'École polytechnique. Surmené et affaibli, il tombe malade lors de sa deuxième année de préparation et il ne peut, pour cette raison, se présenter au concours. Il quitte Paris où sa santé ne peut se rétablir. 
Bachelier ès lettres et ès sciences, il devient en octobre 1884 répétiteur au lycée de Laval, tout en continuant à étudier les mathématiques, préparant l'examen des bourses de Licence. D'octobre 1885 à juillet 1886, il suit les cours de Mathématiques à la Faculté des sciences de Paris, puis retourne à la rentrée, en octobre 1886, au lycée de Laval où il poursuit les mêmes études. 

### Réorientation vers la géologie (1887-1892)
La carrière scientifique de Fernand Kerforne prend bientôt une autre direction. 
À Pâques 1887, à l'occasion d'une visite à l'abbaye de Solesmes (pour voir Dom Pothier et écouter les chanteurs de l'abbaye), il trouve dans une carrière de calcaire carbonifère, non loin de Solesmes, quelques fossiles qu'il rapporte à Laval. À la bibliothèque de Laval où il se rend pour rechercher des ouvrages de détermination et étudier ses échantillons, il fait la connaissance du bibliothécaire, Daniel Œhlert qui s'intéresse à ses trouvailles, l'interroge sur ses études et ses goûts. 
Sous la direction de ce dernier, le jeune amateur est initié à la Géologie. Il ne tarde pas à parcourir les environs de Laval, le marteau à la main, à la recherche des gisements indiqués par Œhlert. Guidé et encouragé par Œhlert, qu'il accompagne bientôt, il abandonne les mathématiques pour se consacrer uniquement à l'étude des sciences naturelles, et tout spécialement de la géologie. Il travaille avec Œhlert qu'il suit dans ses excursions pour le Service de la carte géologique de France, et apprend auprès de lui l'art de relever avec précision les contours des formations en Mayenne. 
Ne pouvant préparer à Laval la Licence ès-Sciences naturelles, il obtient d'être nommé maître auxiliaire au lycée Saint-Louis de Paris. D'octobre 1889 à 1890, il suit les cours de Faculté des sciences de Paris et travaille au Laboratoire de géologie. Il commence ses études géologiques à l'époque où les recherches d'Edmond Hébert font entrer cette science dans une phase nouvelle.
Sous la direction d'Hébert, la géologie régionale et la dissection stratigraphique étaient à l'honneur. Tout en poursuivant ses études de prédilection, Kerforne, nommé Répétiteur, passe en quelques mois dans divers établissements : au Lycée de Coulommiers (janvier à mars 1891), au Lycée de Bourges (mars à novembre 1891), où il fait la connaissance de M. de Grossouvre. 
En décembre 1891, il est nommé répétiteur au lycée de Caen, où il reste jusqu'en décembre 1892. Il fréquente le laboratoire d'Alexandre Bigot et étudie la géologie des environs de Caen; son premier travail original est une Note sur l'Ordovicien de May-sur-Orne.

### Préparateur à la Faculté des sciences de Rennes (1893-1902) et doctorat
En décembre 1892, il est nommé préparateur-délégué à la Faculté des sciences de Rennes, passe sa licence ès-Sciences naturelles en novembre 1893, et est titularisé dans les fonctions de préparateur en octobre 1894. Désormais, il ne quittera plus la Faculté des Sciences de Rennes. 
Il travaille sans relâche, au laboratoire et sur le terrain. Malgré une mésentente avec Jean Seunes, il s'acharne au travail et accumule les observations nouvelles. Il trouve du reste, pendant de longues années, en Daniel Œhlert, un ami et un conseiller.
Encouragé par Edmond Hébert et Ernest Munier-Chalmas, il soutient sa thèse sur La région silurique occidentale du Finistère à l'université de Paris, le 20 juin 1901. Il s'agit d'une étude liée à la presqu'île de Crozon. Poursuivant ses recherches, il parcourt une grande partie de la Bretagne, du Maine et de la Normandie, et se voue particulièrement à l'étude des terrains paléozoïques du Massif Armoricain.

### Professeur à l'université de Rennes (à partir de 1902)
À partir de 1902, il devient chargé de conférences de Géologie et de Minéralogie. Pendant la Première Guerre mondiale, il assume la direction du laboratoire de Géologie, remplaçant Jean Seunes, en congé de maladie. Il est désigné comme son successeur dans la chaire de Géologie de l'université de Rennes en juillet 1919. 
Il est le fondateur en 1920 de la Société géologique et minéralogique de Bretagne. En mars 1926, il est  nommé Conservateur du Musée des sciences naturelles de Rennes. À ce nouveau poste, il s'adonne avec intérêt à l'œuvre de reclassement et de réorganisation de ces précieuses collections.
Il meurt brutalement en 1927.

## Travaux scientifiques

### Études géologiques du Massif armoricain
L'œuvre scientifique de Fernand Kerforne est considérable. Il s'est attaché surtout à l'étude de l'Ordovicien et du Gothlandien, précisant et caractérisant les divers niveaux que présentent les coupes de la presqu'île de Crozon, devenues classiques. Au Sud de Rennes, il indique la place exacte des schistes intermédiaires, et l'âge des schistes et arkoses de Bains. Il associe la paléontologie à ses études stratigraphiques, recueille et étudie lui-même de nombreux fossiles. Il revise la faune coblencienne de Bois-Roux, s'attache à l'étude des graptolites et de certains trilobites du Massif Armoricain. Les travaux de Fernand Kerforne ont exercé une influence décisive sur le développement des études géologiques dans le Massif Armoricain. 
Ayant concentré ses recherches sur les terrains anciens, et mettant en relief certaines complications de structure dans les terrains plissés du Sud de Rennes, il a tenté une synthèse tectonique d'une partie de la Bretagne.

### Collections géologiques du Massif armoricain
Kerforne, professeur à partir de 1919, complète les collections géologiques de l'Université de Rennes avec des échantillons régionaux, et contribue à mettre en valeur les fonds. Il permet aussi la constitution d'une bibliothèque géologique, notamment via la création d'une Société géologique et minéralogique de Bretagne qui acquiert entre 300  et   400 revues.

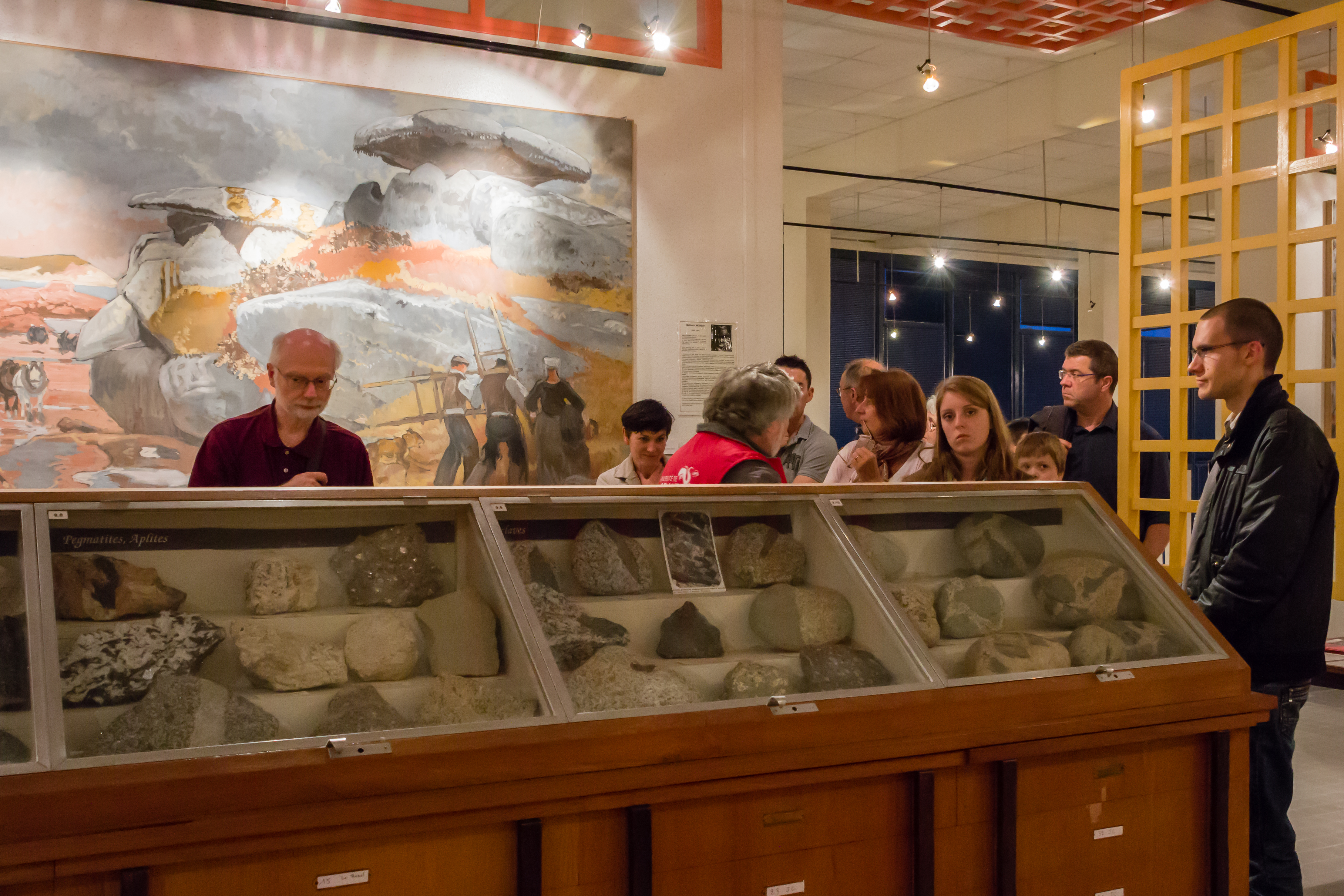
Vitrines des collections de géologie.

Le Laboratoire de Géologie de Rennes devint, grâce à lui, le centre d'un mouvement scientifique régional, par ses travaux, ses voyages, son enseignement, ses excursions, ses nombreuses relations avec les géologues armoricains, il était devenu chef d'école. 

### Applications de la géologie à l'industrie
Les applications de la géologie à l'Industrie et spécialement à l'art des Mines ont vivement intéressé Kerforne. Il est l'un des artisans les plus actifs des prospections minières en Bretagne, et a pu fréquemment utiliser dans la pratique ses connaissances géologiques très étendues. Ce rôle d'ingénieur-conseil fut particulièrement important en ce qui concerne l'étude des minerais de fer de l'Ouest de la France.
Les gisements métalliques variés ont aussi attiré l'attention de Fernand Kerforne, qui a découvert de nombreux gîtes nouveaux.
Il est appelé à s'occuper de l'étude hydro-géologique de nombreux projets d'adduction d'eau potable en Ille-et-Vilaine, dans la Sarthe et la Mayenne. Au début du XXe siècle, il étudie les conditions géologiques de l'établissement de nombreux barrages hydro-électriques en Bretagne et s'intéresse aux problèmes nouveaux posés par ces études.

## Hommages
- Une rue de Rennes porte son nom.

## Publications

### 1893
- Note sur l'Ordovicien de May-sur-Orne (Calvados). (Bulletin de la Société scientifique et médicale de l'Ouest, II, 1893, p. 112-116).

### 1895
- Remarques sur les argiles fossilifères d'Apigné (Ille-et-Vilaine). (Ibid., IV, 1895, p. 248-250).

### 1896
- Faune des schistes et calcaires coblentziens de l'Ille-et-Vilaine. (Ibid., V, 1896, p. 209-240).

### 1897
- Un cas de tératologie dans une Scutella Faujassii Defrance. (Ibid., VI, 1897, p. 24-28.)
- Le niveau à Trinucleus Bureaui dans le Massif armoricain et en particulier dans la presqu'île de Crozon. (Ibid., p. 245-254 et 257.)

### 1898
- Le niveau à Phacops Potieri dans l'Ille-et-Vilaine. (C. R. Association. fr. av. sc., XXVIIe Session, Nantes, 1898, p. 340-345.) .
- Note préliminaire sur le Silurien de la presqu'île de Crozon. (Bulletin de la Société scientifique et médicale de l'Ouest, VII, 1898, p. 322-332.)

### 1899
- Sur l'Ordovicien de la presqu'île de Crozon (Finistère). (C. R. Ac. Sc., CXXVIII, 1899, 1, 16 janvier, p. 187-189.)
- Classification des assises ordoviciennes du Massif armoricain. (C. R. Ass. fr. av. se., XXVIIIe Session, Boulogne-sur-Mer, 1899, p. 411-416.)
- Sur les principaux niveaux du Dévonien de l'Ille-et-Vilaine. (Bull. Soc. sc. et méd. Ouest, VIII, 1899, p. 12-13.)
- Esquisse tectonique de la région silurienne de la presqu'île de Crozon (Finistère). (Ibid., p. 60-65.)
- Note sur l'Ordovicien du Sud de Rennes. (Ibid., p. 168-170.)

### 1900
- Sur le Gothlandien de la presqu'île de Crozon. (C. R. Ac. Sc., CXXX, 1900, 1, 30 avril, p. 1211-1212.)
- Classification des assises gothlandiennes du Massif armoricain. (C. R. Ass. fr. av. sc., XXIXe session, Paris, 1900, p. 549-553.)
- Description de trois nouveaux Trilobites de l'Ordovicien de Bretagne. (Bull. Soc. géol. Fr., 3e série, XXVIII, 1900, p. 783-791.)
- Sur la découverte du Dévonien moyen dans l'Ille-et-Vilaine. (Ibid., p. 899.)
- L'Ordovicien du Sud de Rennes (Deuxième note). (Bull. Soc. sc. et méd. Ouest, IX, 1900, p. 267-271.)

### 1901
- 1901. Étude de la région silurique occidentale de la presqu'île de Crozon (Finistère). [Thèse pour le Doctorat ès sciences, Paris]. Rennes, F. Simon, 1901, in-8°, VI + 234 pp., 30 fig., 1 pl. carte en couleurs à 1 : 80 000e (Paru également dans le Bull. Soc. sc. et méd. Ouest, X, 1901, p. 1-234, 30 fig., 1 pl. carte.)
- Discordance du Cambrien sur le Précambrien, près de Rennes. (Bull. Soc. géol. Fr., 4e série, I, 1901, p. 258-259.)
- (En collaboration avec Jean Seunes). Observations sur un gisement tertiaire des bords de la Vilaine aux environs de Rennes. (Ibid., p. 287-288.)

### 1902
- Note sur le Gothlandien inférieur du Massif armoricain. (C. R. Ac. Sc., CXXXV, 1902, 2, 15 juillet, p. 123-124.)
- Note préliminaire sur les Graptolites du Massif armoricain. (Bull. Soc. géol. Fr., 4e série, II, 1902, p. 102-103.)
- Note sur quelques échantillons des Graptolites de Bretagne intéressants au point de vue de l'organisation et du développement. (Bull. Soc. sc. et méd. Ouest, XI, 1902, p. 124-127.)

### 1903
- Gisement de Mispickel aux Buttes de Coësmes, près Rennes. (Bull. Soc. sc. et méd. Ouest, XII, 1903, p. 200-201.)

### 1905
- Sur le Redonien d'Ille-et-Vilaine. (Ibid., p. 202-207.)
- Sur deux nouveaux gisements de Plomb d'Ille-et-Vilaine. (Ibid., p. 401-402.)
- Découverte d'un gisement d'Etain et de Wolfram dans l'Ille-et-Vilaine. (Ibid., p. 448-449.)
- Note sur un échantillon de Béryl du Finistère. (Ibid., p. 605.)

### 1908
- Sur le minerai de fer de Coëtquidan. (C. R. Ac. Sc., CXLVI, 1908, 1, 9 juin, p. 1226-1227.)
- Sur l'âge des minerais de fer de la forêt de Lorge. (Ibid., CXLVII, 1908, 2, 23 novembre, p. 1007-1008.)
- Note sur la géologie des environs de Coëtquidan. (Bull. Soc. géol. Fr., 41 série, VIII, 1908, p. 375-381.)
- Sur les filons de quartz plissés des environs de Morlaix (Finistère). (Bull. Soc. et méd. Ouest, XVI, 1908, p. 82-83.)
- Une nouvelle station de l'Helix quimperiana. (Ibid., p. 177-178.)
- Sur les gisements calcaires du Massif breton. (Revue bretonne de Botanique, III, 1908, p. 9-18.)

### 1909
- Sur les richesses minérales du sol armoricain. Les produits naturels du Massif armoricain utilisables par l'agriculture. (Ministere de l'Instruction publique et des Beaux-Arts. Comité des travaux historiques et scientifiques. Comptes rendus du Congrès des Sociétés savantes de Paris et des départements tenu à Rennes en 1909. Section des Sciences. Paris. Impr. nat., 1909, in-8°, p. 15) [Sommaire de deux mémoires présentés au Congrès.]
- Monstruosité d'une Encrine due au parasitisme. (Revue bretonne de Botanique, IV, 1909, p. 170-171.)

### 1910
- Note sur un filon aurifère situé à Beslé (Loire-Inférieure). (C. R. Ac. Se., CL, 1910, 1, 24 janvier, p. 224-225.)
- Sur les mouvements préhercyniens du Massif breton. (Ibid., 21 février, p. 484-485.)

### 1911
- Un nouveau gisement de grès tertiaires dans les Côtes-du-Nord. (Bull. Soc. se. et méd. Ouest, XX, 1911, p. 236.)
- Note sur les minerais de fer de la région de Châteaubriant et du Sud de l'Ille-et-Vilaine. (Ibid., p. 237-240.)

### 1912
- Sur la nature et l'origine des minerais de fer de la forêt de Lorges. (C. R. Ac. Sc., CLIV, 1912, 1, 15 janvier, p. 146-147.)
- Sur la tectonique de la région au Sud de Rennes. (Ibid., 12 février, p. 457-458.)
- Sur un faciès argileux de l'Ordovicien inférieur en Bretagne. (Ibid., 10 juin, p. 1648-1650.)

### 1913
- Sur les minerais de fer dévoniens de la Bretagne. (Ibid., CLVII, 1913, 2, 7 juillet, p. 81-82.)
- Sur l'âge des minerais de fer de Saint-Pierre-la-Cour (Mayenne). (Bull. Soc. sc. et méd. Ouest, XXII. 1913, p. 56-57.)
- Sur la géologie des Côtes-du-Nord. (Ibid., p. 57-58.)
- Principaux niveaux géologiques de la Haute-Cornouaille. (Ibid., p. 92-95.)

### 1914
- Sur la présence de Calijmmene Blumenbachi Brongn. dans le Gothlandien de Bretagne. (C. R. Ac. Sc., CLVIII, 1914, 1, 18 mai, p. 1458-1459.)
- Sur la position systématique des couches de minerai de fer de l'Ordovicien inférieur de la région de Châteaubriant. (Ibid., CLIX, 1914, 2. 30 novembre, p. 759-760.)
- Note sur la géologie de la partie occidentale du synclinal d'Urville (Calvados) et sa fermeture sous la forêt de Cinglais et la commune de Barbery. (Bull. Soc. géol. Fr., 4e série, XIV, 1914, p. 441-448; et C. R. sommaire des séances, 1914, 18 mai, p. 92-93.)
- Sur l'existence de sources artésiennes dans le Massif armoricain. (Bull. Soc. se. et méd. Ouest, XXJII, 1914, p. 66-68.)
- Sur la fréquence des éboulements à Saint-Brieuc (Côtes-du-Nord). (Ibid., p. 90-91.)
- Sur un échantillon de minerai de cuivre trouvé à Saint-Grégoire (Ille-et-Vilaine). (Ibid., p. 92-93.)

### 1915
- Sur la présence de mylonites à la base du Cambrien au Sud de Rennes. (C. R. Ac. Sc., CLVI, 1915, 2, 15 novembre, p. 594-595.)
- Étude géologique de la région silurienne de Châteaubriant (Loire-Inférieure). (Bull. Soc. géol. Fr., 4e série, XV, 1915, p. 191-211).
- Compte rendu des Excursions du Laboratoire de Géologie de la Faculté des Sciences de Rennes en 1915. (Bull. Soc. sc. et méd. Ouest, XXIV, 1915, p. 40-70.)

### 1916
- Compte rendu des Excursions du Laboratoire de Géologie de la Faculté des Sciences de Rennes en 1916. (Ibid., XXV, 1916, p. 44-72.)

### 1917
- Sur l'âge des minerais de fer superficiels de la région de Châteaubriant. (Bull. Soc. géol. Fr., 4e série, XVII, 1917, p. 229-232.)
- Les bassins houillers du Finistère. (Le Monde industriel et commercial, III, 1917, juillet, p. 191.
- Compte rendu des Excursions du Laboratoire de Géologie de la Faculté des Sciences de Rennes en 1917. (Bull. Soc. sc. et méd. Ouest, XXVI, 1917, p. 39-62.)

### 1918
- Les ressources du sous-sol armoricain. Rennes, Oberthür, 1918, in-8°, 39 pp.
- Sur les minerai de fer du Menez-Bel-Air (Côtes-du-Nord). (C. R. Ac. Sc., CLXVII, 1918, 2, 26 août, p. 341-342.)
- Les richesses minérales du Massif breton. Conférence faite à Rennes le 28 février 1918. (Ass. fr. av. se., Conférences faites en 1918. Paris, 1918, in-8, p. 129-156; et à part, Paris, 1918, in-8°, 30 pp.)
- Compte rendu des Excursions du Laboratoire de Géologie de la Faculté des Sciences de Rennes en 1918. (Bull. Soc. sc. et méd. Ouest, XXVII, 1918, p. 18-28.)
- Les ressources minières du Massif breton. (La Journée industrielle, 1918, décembre.)

### 1919
- Les ressources minières du Massif breton (suite). (Ibid., 1919, janvier.)
- Étude tectonique de la région silurienne du Sud de Rennes. (Nappe de la Vilaine). (Bull. Services Carte géol. Pr., XXIII, 1919, no 139, plp. 125-162, 38 pp.)
- Les variations de faciès du Dévonien dans le Massif armoricain. (Bull. Soc. géol. Fr., 4e série, XIX, 1919, p. 289-294.)
- Compte rendu des Excursions du Laboratoire de Géologie de la Faculté des Sciences de Rennes en 1919. (Bull. Soc. sc. et méd. Ouest, XXVIII, 1919, p. 38-52.)
- La Bretagne minière. (L'Hermine de Bretagne, I, 1919, p. 56-58.)
- Constitution géologique du département des Côtes-du-Nord. (Dans : [P. DIMOFF], Ministère de la Guerre, Comité d'action économique de la Xe Région, Le développement économique des Côtes-du-Nord, Agriculture, Industrie, Commerce. Saint-Brieuc, Francisque Guyon, 1919, in-8°, p. 143-146

### 1920
- Quelques observations sur la mer redonienne en Bretagne. (C. R. Ac. Sc., OLXX, 1920, 1, 19 janvier, p. 185-186.)
- Sur la Tectonique du Massif armoricain. (Ibid., CLXXI, 1920, 2, 4 octobre, JJp. 639-640.)
- Séance constitutive [de la Société géologique et minéralogique de Bretagne] du 14 mars 1920. [Discours]. (Bull. Soc. géol. et minér. Bretagne, I, 1920, p. 2-5.)
- L'Antimoine dans le Massif armoricain. (Ibid., p. 82-90, 1 carte hors texte à 1 : 1.000.000'.)
- Sur les tremblements de terre du Massif armoricain. (Ibid., p. 124-127; avec une Bibliographie, p. 127.)
- Contribution à l'étude des minerais de fer du département des Côtes-du-Nord. (Ibid., p. 292-332.)

### 1921
- Sur l'âge des couches les plus anciennes du Massif armoricain (C. R. Ac. Sc., CLXXII, 1921, 1, 2 mai, p. 1113-1114.) [R, 19211.
- (En collaboration avec Yves Milon). Observations sur deux séismes récents du Massif armoricain. (Ibid., CLXXIII, 1921, 2, 21 novembre, p. 995-997).
- Notice géologique sur le département d'Ille-et-Vilaine. (Bull. Soc. géol. et minér. Bretagne, II, 1921, p. 16-63.)
- Sur les argiles coquillières de Séverac (Loire-Inférieure). (Ibid., p. 72.)
- Note sur une formation superficielle dite grison dans le Massif armoricain. (Ibid., p. 108-111.)
- Présentation d'échantillons de météorite. (Ibid., p. 114-115, avec une Liste des météorites tombées dans l'Ouest, p. 115.)
- Carte minière du Massif armoricain. (Ibid., p. 117, 1 carte hors texte à 1 : 1.000.000e.)
- Sur les dunes de Camaret (Finistère). (Ibid., p. 145-148.)
- Sur le prétendu Cambrien du Massif armoricain. (Ibid., p. 159-161.)
- Sur la mine d'or de Beslé (Loire-Inférieure). (Ibid., p. 177-181.)
- Documents pour l'étude du gisement pléistocène du Mont-Dol. (Ibid., p. 279-280.)
- (En collaboration avec Yves Milon). Observations faites sur le tremblement de terre de la Mayenne du 10 janvier 1921. (Ibid., p. 281-318.)
- Géosynclinaux et synclinaux de la Bretagne. (Ibid., p. 383-389.)

### 1922
- (En collaboration avec Louis Dangeard). Sur les roches paléozoïques draguées par le Pourquoi-Pas ? en 1921 dans la Manche occidentale. (C. R. Ac. Sc., CLXXIV, 1922, 1, 26 juin, p. 1714-1715.)
- Les gisements minéralisés de La Chapelle-Saint-Melaine (Ille-et-Vilaine). (Bull. Soc. géol. et miner. Bretagne, III, 1922, p. 23-29.)
- Sur la recherche d'eau potable dans le Massif armoricain. (Ibid., p. 122-127.)
- Étude stratigraphique et tectonique de la région de Renac (Ille-et-Vilaine). (Ibid., p. 151-163.)
- Présentation et analyse de minerais de fer tertiaires et de grès à Sabals d'Erbray et de Ruffigné (Loire-Inférieure). (Ibid., p. 204.)
- Les gaz rares des gaz naturels. (Ibid., p. 205.)
- Deuxième Session extraordinaire de la Société géologique et minéralogique de Bretagne, Finistère, du 17 au 23 avril 1922. Compte rendu de la Session. 3e journée, Morgat (19 avril), Compte rendu de l'Excursion; 4e journée, Camaret (20 avril), Compte rendu de l'Excursion. (Ibid., p. 224-239.)
- Gisements d'Etain, de Tungstène, de Molybdène et de Bismuth du Massif armoricain. (Ibid., p. 328-339, 1 carte hors texte à 1 : 1.000.000e.)

### 1923
- Sur l'existence d'une série compréhensive dans le Massif armoricain. (C. R. sommaire des séances Soc. géol. Fr., 1923, 7 mai, p. 86-87.)
- Contribution à l'étude des gisements minéralisés du Massif armoricain. — I. Pyromorphite de Plélauff (Côtes-du-Nord). — II. Filons de Plomb, de Zinc et de Pyrite de Saint-Aubin-du-Cormier (Ille-et-Vilaine). — III. Filon cuprifère de Landaul. — IV. Filon de Saint-Avé (Morbihan). (Bull. Soc. géol. et minér. Bretagne, IV, 1923, p. 38-40 et 47-50 )
- Observations sur le tremblement de terre de la région de Dinan du 19 décembre 1922. (Ibid., p. 71-79.)
- Le Briovérien dans le Massif armoricain (Ibid., p. 123-132.)
- Étude stratigraphique de la vallée de l'ille entre Saint-Médard-sur-Ille et Saint-Germain-sur-Ille. (Ibid., p. 178-191.)
- Sur la présence de Pyrrhotite, de Molybdénite, de Chalcopyrite et d'érubescite dans le granite du Hinglé (Côtes-du-Nord). (Ibid., p. 281-282.)
- Le contact de la nappe de la Vilaine avec son substratum entre Bruz et Laillé (Ille-et-Vilaine). (Ibid., p. 282-285.)
- L'Ordovicien supérieur de la nappe de la Vilaine. (Ibid., p. 338-343.)

### 1924
- Contribution à l'étude de la tectonique du Massif armoricain. (Dans : Congrès géologique international. Comptes rendus de la XIIIe Session, en Belgique, 1922. Premier fascicule. Liège, 1924, in-4°, p. 557-563.)
- Sur l'Oligocène du Massif armoricain. (C. R. Ac. Sc., CLXXVIII, 1924, 1, 2 janvier, p. 219-221.)
- Présence de l'Or natif à l'île d'Ouessant. (Bull. Soc. géol. et minér. Bretagne, V, 1924, p. 50-51.)
- Revue sismologique de l'Ouest pour 1923. (Ibid., p. 59-76.)
- Le gisement de Graphite de Séglien (Morbihan). (Ibid., p. 99.)
- Compte rendu de l'Excursion de la Société géologique et minéralogique de Bretagne à Saint-Malo. (Ibid., p. 128-129.)
- Les poudingues pourprés des environs de Châteaubriant. (Ibid., p. 132-134.)
- L'Ordovicien inférieur du centre de la Bretagne. (Ibid., p. 134-139.)
- Observations faites pendant la quatrième session extraordinaire de la Société géologique de Bretagne, tenue à Rennes du 16 au 20 juillet 1924. (Ibid., p. 201-202.)

### 1925
- Sur le contact de la nappe de la Vilaine avec son substratum. (C. R. Ac. Sc., CLXXX, 1925, 1, 27 avril, p. 1279-1281.)
- La question du Cambrien dans le Massif armoricain. (Bull. Soc. géol. et minér. Bretagne, VI, 1925, p. 249.)

### 1926
- Coupe de terrains rencontrés en effectuant des travaux d'adduction d'eau à Saint-Quay-Portrieux. (Ibid., VII, 1926, p. 27.)
- La région minéralisée de Montbelleux (Ille-et-Vilaine). (Ibid., p. 59-67.)
- A propos de la Session extraordinaire de la Société géologique et minéralogique de Bretagne en Normandie. (Ibid., p. 138-139.)
- Les Trinucleus du Massif armoricain (Note préliminaire). (Ibid., p. 141-143.)
- Les gisements d'or, d'étain et de cuivre du Massif armoricain et la Préhistoire. (Institut finistérien d'Études préhistoriques, Musée et Mémoires, nos 2-3-4 [1924-25-26] 1926, p. 1-14, 1 pl., carte à: 1.000.000e.)

### 1927
- Aperçu géologique sur la région de Gouarec (vallée du Blavet). (Dans : Mélanges bretons et celtiques offerts à M. J. Loth (Annales de Bretagne. Volume hors série), Rennes, Plihon et Hommay, et, Paris, H. Champion, 1927, in-8, p. 162-169.)
- Les gisements de calcaire du Finistère. (Le Consortium breton, I, 1927, p. 164-167.)
- Les forges des Salles de Rohan et leur région minière. (Ibid., p. 492-498.)
- Communications ultérieures à la Société géologique et minéralogique de Bretagne (annoncées dans le Bull. Soc. géol. et minér. Bretagne, VII, 1926, fascicule 2, p. 162 et p. 173-II-III) non publiées.
- Séance du 6 juin 1926. Cassures rencontrées dans le grès armoricain de la vallée du Blavet à Guerlédan.
- Séance du 5 décembre 1926. Étude géologique du synclinal de Pouancé (Maine-et-Loire).
- Séance du 3 avril 1927. Les éboulements dans les terrains primaires et leur prévision.
- Séance du 1er mai 1927. Un nouveau gisement de Disthène en Bretagne.
- Séance du 3 juillet 1927. Minerais de fer tertiaires en Bretagne.

### Travaux non publiés
- Année 1909-1910. Étude géologique des sources de la région de Coëtquidan; rapport au Ministère de la Guerre, février 1910[11].
- Année 1910-1911. Étude des minerais de fer de l'Anjou et de la Bretagne (collaboration aux articles de M. Auguste Pawlowski, dans l' Information).
- Année 1915-1916. Établissement de la Carte géologique à 1 : 10.000e des périmètres suivants, demandés en concession pour minerai de fer : Périmètre d'Ercé-en-Lamée, pour la Compagnie des forges et aciéries de la marine et d'Homécourt; - Périmètre de Ruffigné, pour la Société des Aciéries de Micheville; — Périmètre de Teillay-Rougé, pour la Compagnie générale des Mines de fer de Bretagne.
- Année 1917-1918. Établissement de la Carte géologique à 1 : 10.000e des régions de Renac (Ille-et-Vilaine) et Glénac (Morbihan).
- Année 1922-1923. Rapport sur le captage de la commune de Préfailles (Loire-Inférieure). — Rapport sur l'agrandissement du cimetière de la commune de Congrier (Mayenne).
- Année 1924-1925. Études de captations d'eau, de barrages et de cimetière.